# 天主教榆次教区
榆次教区（拉丁語：Dioecesis Iüzeanus）是天主教在中国山西省中部设立的一个教区，属山西教省，教省总主教教座位于天主教太原总教区。2014年9月23日王荩主教去世后，同年9月25日，由武云禄神父署理教区至今。现教区共有15000多名教友，43位神父，1位执事，7位修士，20位修女。

## 历史
- 1931年6月17日：罗马教廷从太原府代牧区分设榆次监牧区 ，由方济各会的意大利神父管理，所辖区域有榆次、太谷、祁县、徐沟、清源、太原县、盂县、寿阳、平定、昔阳等10县。 首任主教为富济才（意大利籍）。
- 1944年3月9日：升为榆次代牧区。
- 1946年4月11日，聖座在中国建立圣统制，榆次代牧区升为榆次教区。
- 1986年，中國天主教主教團将榆次教区按照新的行政区划进行调整，并改名为晋中教区，但未获梵蒂冈承认。

- 2025年1月20日，圣座发布公告：废除在中国大陆于1946年4月11日由教宗比约十二世建立的汾阳教区。将平遥县、介休县并入榆次教区。[1]

## 教堂
- 圣若瑟主教座堂：山西省晋中市榆次区通路教堂巷[2]27号
- 晋中市榆次区羊毫街寿安里天主堂，
  - 分堂：博爱里、安宁、使赵、源涡、郝家沟、郭家堡、豆腐庄、王都、张庆、砖井、鸣谦、王杜、海底岭、大峪口、房山
- 太谷县侯城乡王诲庄天主堂 
  - 分堂：太谷胡家庄；榆社林头、和平、云竹、泥河、民郊、韩村
- 祁县城赵乡九汲村天主堂 
  - 分堂：左墩、原西、东六支、西关、芋泽、祁城、南团柏、长头、圆轮
- 平遥城关天主堂
  - 分堂：城内、堡和、壬家庄、尹村、道备村、段村、达堡、南政、桥头
- 介休市南大街天主堂
  - 分堂：史村、三道河、中街、河东、贾村、庄子上
- 灵石县南关镇三教新庄天主堂
  - 分堂：庄子上、峪口、柏沟、原溪沟、夏门镇
- 阳泉市小阳泉路天主堂
  - 分堂：矿上、河底、寿阳、盂县

## 修院
- 备修院：山西省晋中市榆次区榆太路天主堂
- 女修院：山西省晋中市榆次区榆太路天主堂

## 历任主教
- 富济才（Pietro Ermenegildo Focaccia），方济各会士，1886年6月28日生于意大利，1909年7月18日晋升神父，1932年1月16日–1944年3月9日任榆次监牧区主教，1944年3月9日–1946年4月11日任榆次代牧区主教，1944年4月30日祝圣为主教。1946年4月11日–1953年8月12日任榆次教区主教。1953年8月12日去世。（67岁）(聖座承認)
- 杨广祺（Anthony H.），方济各会士，1912年12月17日生于中国，1940年3月9日晋铎，1955年9月20日–1957年11月11日祝聖，1957年11月11日去世（44岁）。(聖座承認)
- 王荩（英语：John Baptist Wang Jin）：圣名若翰，1924年4月22日生于中国山西太原，1951年6月9日晋铎，1999年9月14日晋牧，2014年9月23日去世。(中國政府承認)
  - 武云禄神父  教區署理 2014年至今